# 膜片钳

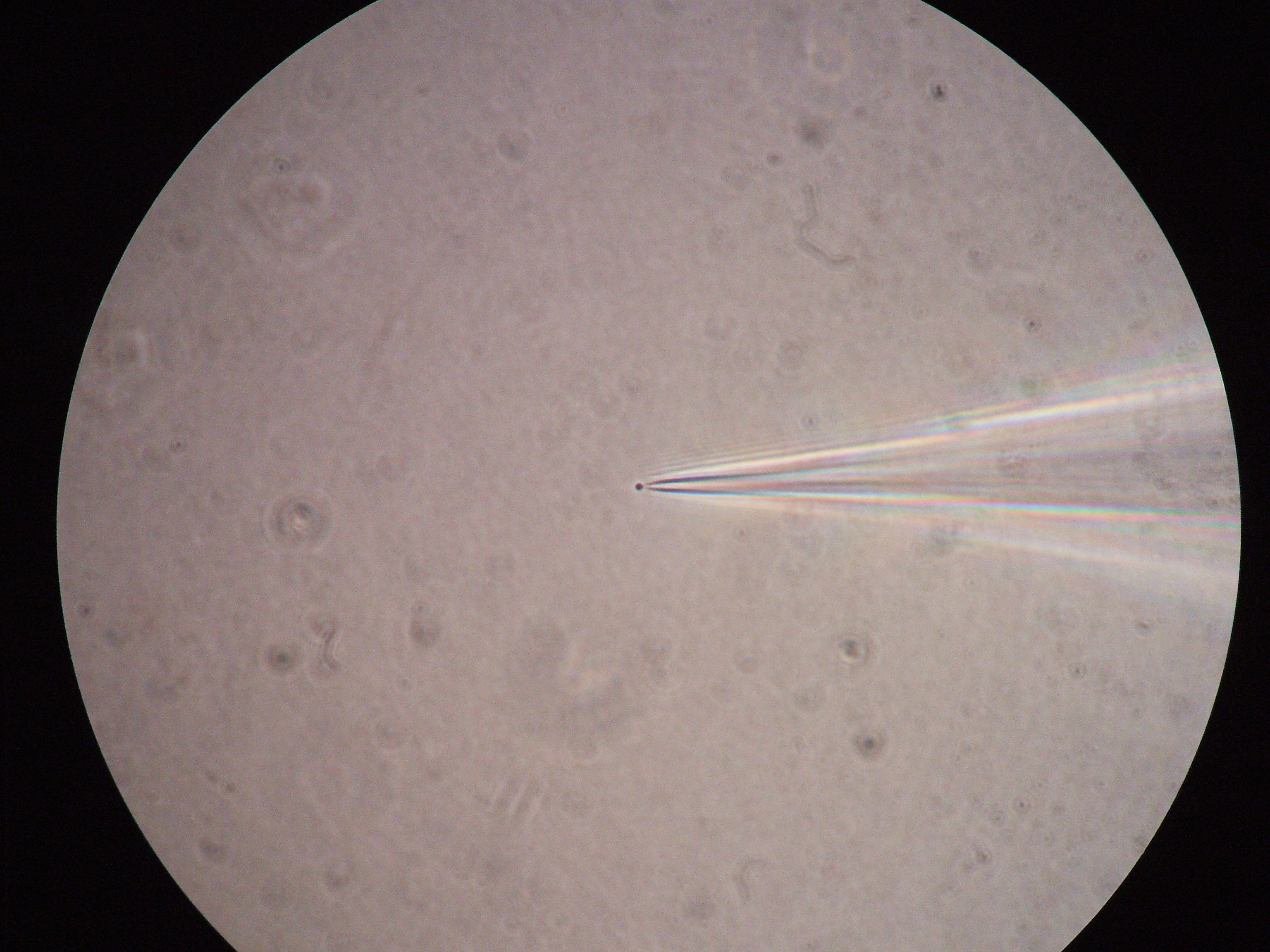
膜片钳玻璃微电极下的细菌原生质球

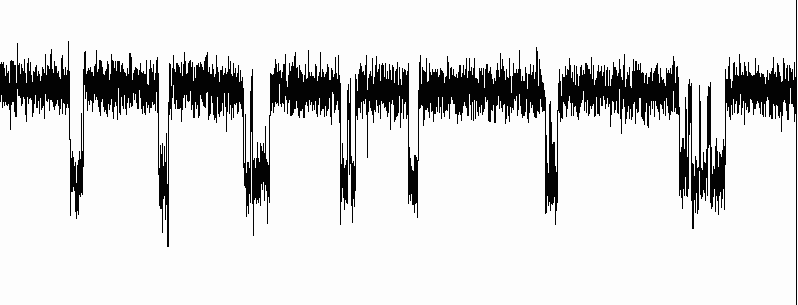
膜片钳的电流记录了单个离子通道的两种导电状态之间的转换：关闭（顶部）和开放（底部）

膜片钳技术（英語：patch clamp technique）是一种电生理学实验技术，用于研究组织切片、单个分离细胞或一小块细胞膜的离子电流。这项技术可应用于研究可兴奋细胞（excitable cells），比如神經元、心肌细胞、肌细胞和胰島β细胞，也可以应用于细菌特别是制备的大型原生质球上的离子通道研究。
膜片钳技术可以有电压钳和电流钳两种设置，在电压钳中，设备通过负反馈电路维持细胞跨膜电位在某一数值来观察跨膜电流的变化，而在电流钳中，微电极向细胞内注入恒定或变化的电流，记录相应膜电位的变化，如动作电位的形成。
德国马普生物物理化学所的厄溫·內爾与伯特·薩克曼在二十世纪七十年代末到八十年代初开发了膜片钳这项技术。这一发明使得记录单个离子通道的电流成为了可能，这帮助人们更好地理解了离子通道参与的基本细胞过程，如动作电位和神经活动。两位教授也因这项工作获得了1991年的诺贝尔生理学或医学奖。

动画展示了“高阻封接”的形成

## 基本技术

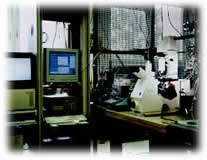
经典的膜片钳设置：显微镜、防振台和显微操作仪

在膜片钳的记录过程中，一个空心的硼硅酸盐尖头玻璃管内含一根金属丝和电解质溶液作为记录电极，尖端接触到细胞，后端连接信号放大器来记录电信号。另有一个置于浴液（bath）中的参比电极记录零信号，记录电极和参比电极之间可以形成一个电路，将目标的细胞置于两者之间。

用于制备膜片钳微电极的拉针仪的示意图

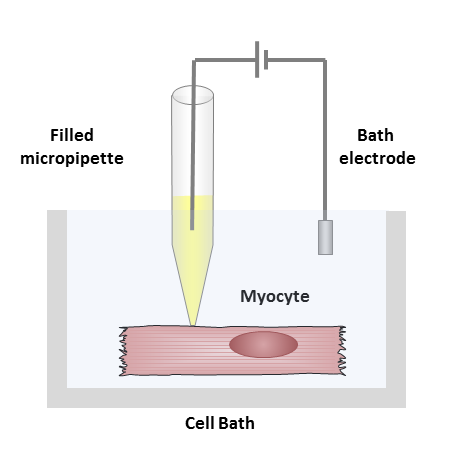
全细胞记录式或穿孔膜记录式下的膜片钳形成的电路

记录电极中的电解质溶液尽可能要与浴液中的离子组成相匹配（在细胞贴附记录的模式下），或与細胞質中的离子相匹配（在全细胞记录的模式下）。浴液中的离子要尽可能匹配细胞或组织正常的生理条件，或者实验要求的非生理条件。研究人员还可以在浴液或电极液中通过添加离子或药物来研究不同条件下的离子通道。
根据实验目的的不同，记录电极尖端的大小也会有所不同，但通常在几微米的范围内。这一小的尖端只覆盖一小块细胞膜表面区域，或称为“膜片”（patch），通常只包括几个或一个离子通道分子。这种电极不同于刺穿细胞膜来检测胞内电信号的“尖锐微电极”（sharp microelectrode），只是附着在表面而非深入细胞。

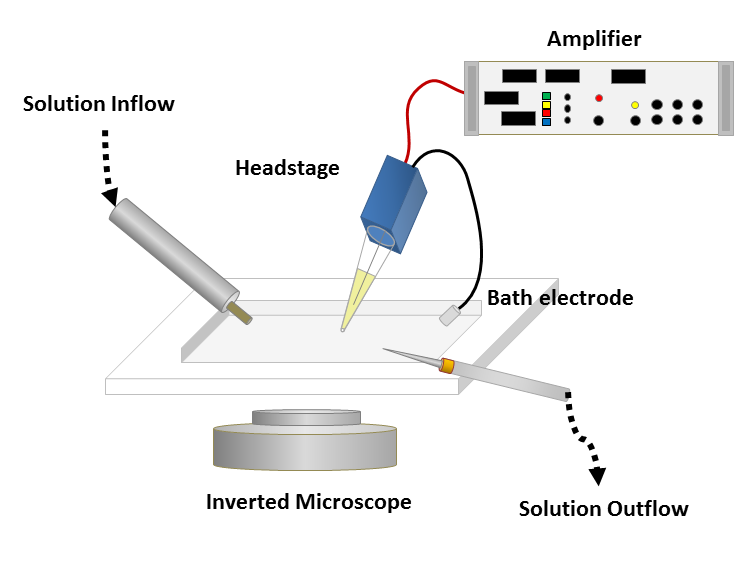
经典膜片钳记录过程中使用的设备

在一些实验中，玻璃管需要在拉针仪（pipette puller device）中加热以产生光滑的尖头表面，使其和细胞膜的密封性更好，从而有更高的电阻。同时为了获得更好的密封，需要向记录电极给与一定负压，使得细胞膜的一部分被吸到尖头中，形成Ω形状的细胞膜区域，最终使得电阻到达10到100G歐姆的范围内，称为“高阻封接”（gigaohm seal或gigaseal）。这种密封形成的高电阻使得很难有其它电流形成，极大地降低了电信号噪声，并为记录提供一些机械稳定性。

### 记录

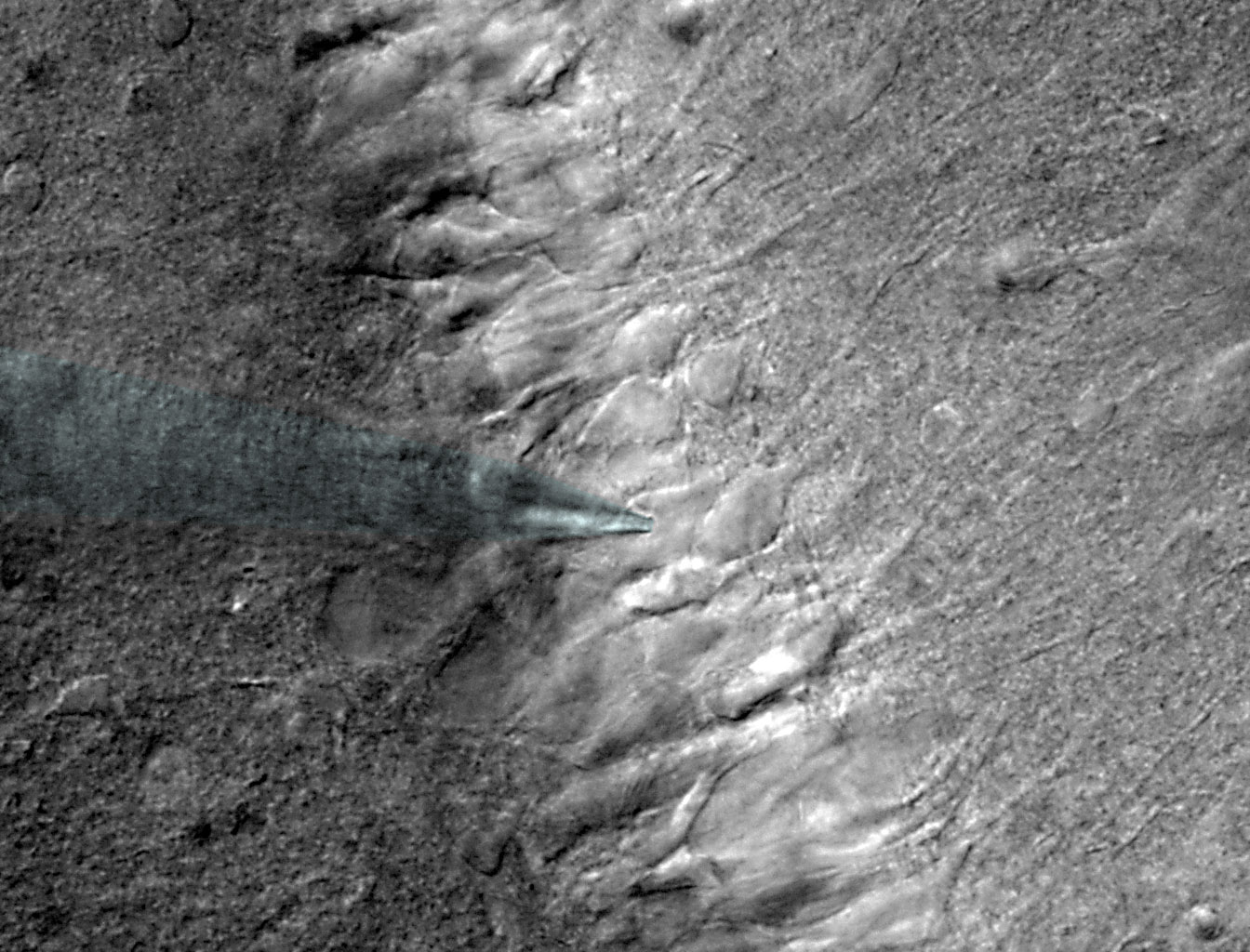
对脑组织上的神经细胞进行膜片钳测量，图中的电极被标记为轻微的蓝色

膜片钳技术在电压钳设置下，通过差分放大器来记录记录电极和作为零信号的参比电极之差，使得研究者可以将膜电位固定在某一数值，来观察细胞膜电流的变化。在这些记录过程中，记录电极是以参比电极为对照。向细胞内注射一定的电流，以此来固定细胞膜电位在某一数值。由于注射电流的大小和离子流的大小相等、方向相反，因此它可以反映细胞膜离子流的大小和方向。
而在全细胞记录模式下的电流钳，可向细胞内注射恒定的电流刺激，记录由此引起的膜电位的变化。

## 基本记录模式

几种不同的记录模式

膜片钳技术有几种基本的记录模式，这取决于研究者想研究什么。其中内面向外和外面向外记录模式为游离膜片的记录模式，因为这个膜片跟细胞主体是分离的。细胞贴附记录模式和两种游离膜片记录模式都被用来记录电极尖端下这片细胞膜上的单离子通道电流。
研究者可以通过全细胞记录模式和穿孔膜记录模式来获得整个细胞的离子通道电流，而不单单是单个离子通道的电流。全细胞记录时电极电阻较低（开口较大，电阻仅有2－10 MΩ，易于进行电压/电流钳制）很大程度上降低了由高电极电阻所带来的噪声，电极电压也变得很小，可以更好的记录到整个细胞膜上的离子通道电流。

### 细胞贴附式

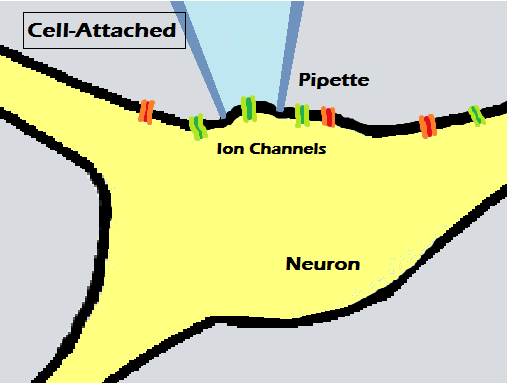
细胞贴附式

细胞贴附式记录模式，用玻璃电极尖端吸附细胞膜表面，形成紧密高阻封接，同时确保细胞膜的完整性。然后对电极尖端下面积仅为几平方微米的细胞膜片上一个或几个离子通道的电流进行记录。全细胞记录由于电极只是附着在细胞表面，对细胞的结构几乎没什么损伤。此外，通过不破坏细胞内部，离子通道基本处于细胞的正常生理状态下。细胞贴附式记录模式还是相对比较容易获得真实可靠的实验数据，并且所获的信号是相当稳定的。
细胞贴附式记录模式常用于配体门控性离子通道或者由代谢型受体调控的离子通道，将神经递质或者研究的药物通常放入电极液中，与被电极钳住的这一片膜充分接触。由此引起的离子通道活性改变可以归因于电极液中加入的某种受体激动剂，然而，此模式很难更换电极液中药物的浓度。此记录因此只能反映一小片细胞膜上的离子通道呈现剂量反映曲线中的一个点，故而，可以用几个细胞或者一小片细胞膜上的离子通道来制作剂量反映曲线。另外，此模式可以测量“膜片”上的电压门控离子通道的不同的膜电位。就某一通道而言，离子通道的激活是由电压变化引起的，通过记录流经一小片膜上的电流和通道两侧电压差的比值，可以完整的绘制出电压-电流关系曲线（I-V曲线）。细胞贴附式记录模式另一个潜在的缺点就是，不像全细胞记录模式那样可进行细胞内灌注，如灌注药物、信使物质、荧光染料等，贴附式记录下的细胞不能被直接修饰。

### 内面向外式

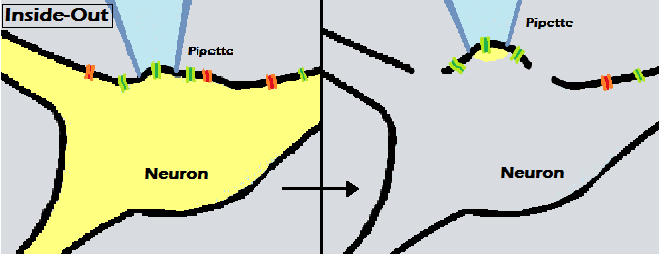
内面向外式

内面向外记录模式，是在细胞贴附式的基础上，可经进一步处理使被电极吸附的一小片膜撕下，置于与细胞内液相似的浴液中。此模式的一个优点就是，研究者可以通过浴液中添加相关药物，来研究细胞膜的内表面，并可以修饰膜表面暴露的相关的化学成分。这对于当研究者想要控制单个离子通道的细胞内膜表面状态时是具有可行性的。比如，可以通过更换一系列配体的浓度，来研究离子通道的细胞内成分的效应。
为了实现细胞膜内面向外的的单层膜片，就跟细胞贴附式一样，用玻璃电极尖端吸附细胞膜表面，形成紧密高阻封接，然后将电极迅速提起，脱离细胞。因为细胞膜具有流动性，粘着在电极尖端上的细胞膜会自动融合，从而形成一个囊泡。可以通过将电极提出浴液液面短暂暴露在空气中后，再次将电极放入浴液，或者将电极放入低Ca2+浴液中，或者通过跟一滴石蜡或一小块固化的硅酮聚合物短暂的接触，让囊泡的外表面破裂，从而形成内面向外的记录模式。

### 全细胞记录式

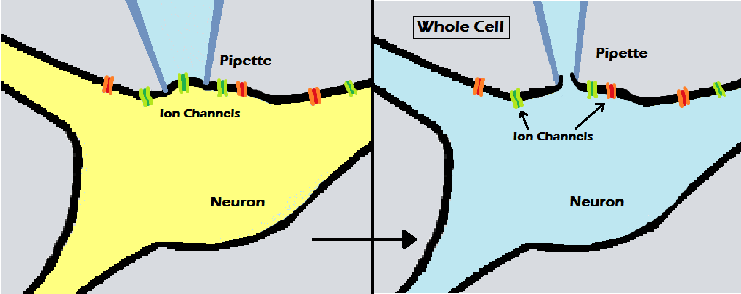
全细胞记录式

全细胞式记录，记录的是除了被吸破的小膜片之外的整个细胞膜的电学参数，是多通道共同介导的电流。电极首先形成像细胞贴附式记录一样的构型，进一步对玻璃电极内施加负压，使玻璃电极吸住的膜片破裂，电极内液和细胞内部相连通。我们可以利用这项技术来检测某些处理对细胞的实时影响，例如药物筛选。电极尖端贴附在细胞膜上时，有两种方法可以使细胞膜破裂。第一种是施加更大负压，这取决于细胞类型和电极的孔径。另一种方法是施加适当幅度、宽度的单脉冲电击，对于有些细胞来说，这两种方法联合应用很容易使细胞膜破裂。
和“尖锐微电极”的方法相比，全细胞式记录的优点是微电极尖端的开口较大，得到更小的电阻，从而更好地测量细胞内部电信号。缺点在于电极的容积大于细胞容积，细胞内容物会逐渐被电极内液取代，导致细胞内某些成分丧失，这也称为电极内液对细胞内液的“透析作用”（dialyzing）。记录一段时间后，任何依赖于细胞内成分的性质都会改变。电极内液接近于细胞内的高钾环境以最小化这种透析的影响，所以全细胞式记录最好在透析之前完成记录。

### 外面向外式

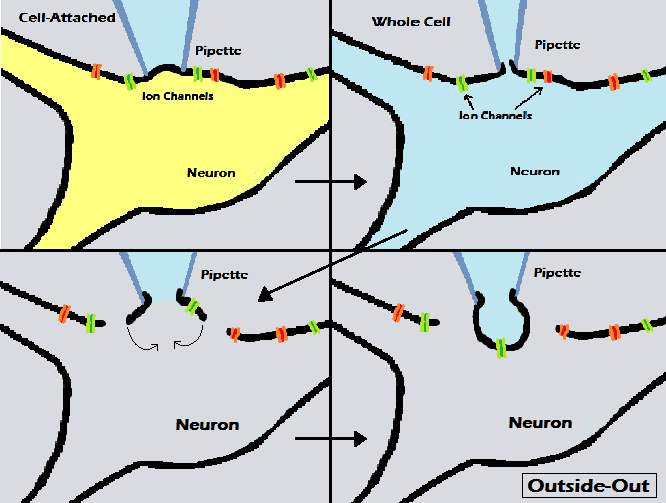
外面向外式的操作步骤：从左上到右下

“外面向外”的名称对应“内面向外”记录模式，实际上它所记录的细胞膜“外面”（而非细胞膜内面）朝向电极尖端“外”，故而称之为外面向外。
外面向外记录模式是由全细胞记录模式转化而来的，形成细胞贴附记录模式后，采用继续施加负压或电击的方法打破细胞膜，形成了全细胞记录模式后将电极缓缓提起，逐渐脱离细胞，电极揪住的一小部分细胞膜会脱离细胞，由于细胞膜的流动性，黏着在电极上的细胞膜会自动融合形成细胞膜外面朝向电极尖端外的囊泡（如同电极开口处的气球）。如右图所示，这也意味着电极内的液体可以影响细胞内液。而操作者也可以自由移动吸管和囊泡到任意浴液中。如果囊泡较大且含有多个离子通道，该模式可以记录多个离子通道，如果囊泡做够小，小到只含有1个离子通道，该模式可以记录1个离子通道。
外面向外记录模式可以让我们记录到离体的单离子通道，也便于更换细胞外液。即实验者可以在短时间内将细胞膜外表面暴露在不同的浴液当中，一旦有细胞膜外面的神经递质或是药物影响到了离子通道，电极就会记录到相应的电位变化。相比较细胞粘附记录模式，这种可以通过更换细胞外液而记录一种细胞膜离子通道的电流变化更具优势。另一方面该记录模式也有缺陷，因为其步骤较多，膜片难以融合，本模式难以获得高质量而稳定的记录。

### 穿孔膜记录式

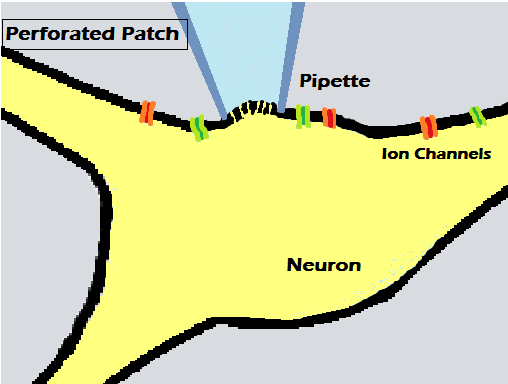
穿孔膜记录式

穿孔膜片钳记录模式与全细胞记录类似，区别在于高阻封接后不对细胞进行破膜处理，它是利用记录电极溶液中含有的少量的多烯类抗真菌剂或抗生素（如两性霉素B、制霉菌素或短杆菌肽）在细胞膜上形成小孔，构成电流回路。对比全细胞模式与穿孔记录模式，全细胞模式相当于一扇敞开的门，在这扇门里，电极内液和细胞质中的分子发生完全交换。穿孔记录模式可以比作一个纱门，它只允许电极内液中的某些分子交换到细胞质中。
与全细胞记录相比，穿孔记录模式的优点包括抗生素穿孔的特性，它只允许单价离子通过孔道，而二价离子和大分子不能通过孔道，这一特性有助于维持细胞内内源性二价离子如Ca2+和信号分子如cAMP的水平。因此穿孔模式可以像全细胞膜片钳一样记录整个细胞，同时又可以像细胞帖附式一样保留大多数细胞内的信号机制。结果就是穿孔记录可减弱离子通道电流衰减，同时可进行一小时以上的长时间记录。缺点就是由于没有完全穿透细胞膜，细胞膜串联电阻高于全细胞模式，可能导致分辨率降低及记录噪声变大。抗生素穿孔也需要相当长的时间（两性霉素B大约需要15分钟，而短杆菌肽和制霉菌素甚至需要更长时间）。电极尖端下的细胞膜由于抗生素形成的孔而减弱，并可能破裂。如果膜片破裂，记录就会进入全细胞模式，同时抗生素也会污染细胞内部。

### 松散封接式

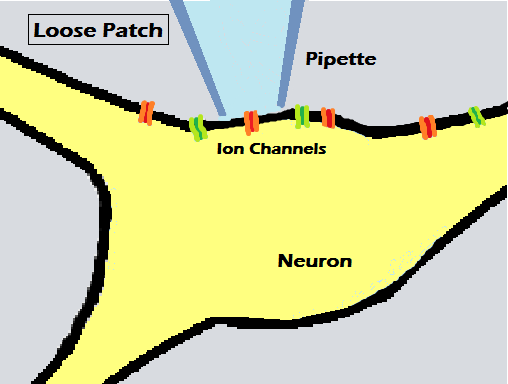
松散接触式

松散封接的膜片钳不同于这里讨论的其他技术，它采用的是松散的密封（低电阻），而不是传统技术中使用的紧密密封。早在1961年，该技术就已应用，Strickholm在论文中曾描述发现了肌细胞表面的阻抗，但没有得到足够关注。后来直到1982年Almers、Stanfield和Stuhmer等人再次提出，并重新定义之后，此项技术才得到足够重视。
为了在细胞膜上形成松散膜片钳，移液管缓慢地向细胞移动，使细胞和移液管之间的电阻增加数倍。移液管离细胞膜越近，移液管尖端的阻力就越大，但是如果太近就会形成密封，那么就很难在不损害细胞的情况下移除移液管。对于松散膜片技术来说，移液管与细胞膜的距离不够近，就不能形成密封或永久连接，也不能刺穿细胞膜。细胞膜保持完整，由于没有紧密的密封，所以形成了一个小孔，离子可以通过这个小孔从细胞外穿过而不进入移液管。
松散封接的一个显著优点是，使用的移液管可以在记录后反复从膜上取下，而细胞膜保持完整。这就允许在同一细胞的不同位置重复测量，而不破坏膜的完整性。这种灵活性对于研究在真实生理条件下收缩的肌肉细胞特别有用，可以快速获得记录，而且不用采取极端措施阻止肌肉纤维收缩。一个主要的缺点是移液管和薄膜之间的电阻大大减小，使得电流通过密封泄漏，大大降低了小电流的分辨率。这种泄漏可以通过比较细胞上不同区域的记录部分纠正。由此，松散封接适用的最低电流可以小于1 mA/cm2。

## 全自动膜片钳
全自动膜片钳技术是近年来膜片钳技术的一个重大发展。它可以在较短的时间内以低廉的价格获取大量数据。这样的系统包括一个一次性的微流控装置，一个用以捕捉细胞的注塑成型或聚二甲基矽氧烷（PDMS）铸造芯片以及一个玻璃微电极。
在该系统中，微电极尖端施加的负压促使细胞移进吸管口，电极尖端壁与细胞膜之间形成了高阻封接，然后将电极迅速提出溶液液面短暂地暴露在空气中，粘着在电极尖端的自动融合形成的囊泡会破裂，再次将电极放入溶液就是内面向外记录模式。在全自动膜片钳系统中，记录电极和已经内面向外的膜片可以快速移到下一个要检测的化合物溶液中，记录不同的药物在相当于细胞膜内侧位置的对离子通道的影响。